# 約翰·麥克列威特
理查德·約翰·麥克列威特 CBE（1962年8月11日—）是一名英國記者，於2015年2月起擔任彭博社的總編輯。他曾於2006年至2015年間擔任《經濟學人》總編輯。

## 早年生活
麥克列威特於1962年出生在倫敦，曾就讀於安普爾福斯學院和牛津大學莫德林學院，並在該校攻讀歷史。

## 職業生涯
麥克列威特曾在大通曼哈頓銀行工作兩年，1987年加入《經濟學人》。在成為總編輯之前，他曾擔任該刊物的美國編輯，並負責紐約分社兩年。在此之前，他曾在該報的商業版編輯了四年。麥克列威特的其他職務還包括為《經濟學人》在洛杉磯設立辦事處，1990年到1993 年，他在洛杉磯工作。他曾從事美國、拉丁美洲、歐洲大陸、非洲南部和亞洲的商業和政治報導。
2006年3月被任命為《經濟學人》的總編輯，在他的編輯下出版的第一期《經濟學人》於2006年4月7日發行。2010年，他被英國雜誌編輯協會評為編輯獎。麥克列威特經常出現在CNN、ABC新聞、BBC、C-SPAN、PBS和NPR的節目中。
2015年，麥克列威特被任命為大英博物館理事。他還與兩位同事一起，作為代表參加2010年在西班牙舉行的彼爾德伯格會議。該組織由著名政治家、工業家和金融家組成，每年舉行一次會議，在不公開的基礎上討論問題。
麥克列威特因對新聞和經濟學的貢獻，在2016年的元旦授勳中被任命為大英帝國司令勳章（CBE）。
2019年11月，麥克列威特命令他的員工在彭博競選總統期間不要調查他們的老闆麥可·彭博（也不要調查任何其他民主黨候選人）。
2024年10月，麥克列威特以彭博社最高編輯的身份在芝加哥經濟俱樂部採訪了當選總統唐納·川普。

## 個人生活
2024年9月，麥克列威特在與女演員克莉絲汀·史考特·湯瑪斯相戀五年後悄悄結婚。

## 著作
麥克列威特與阿德里安·伍德里奇合著了多本著作，包括
- The Witch Doctors: Making Sense of the Management Gurus（1996年）
- A Future Perfect: the Challenge and Hidden Promise of Globalisation（2000年）
- The Company—A Short History of a Revolutionary Idea（2003年）
- The Right Nation: A Study of Conservatism in America（2004年）
- God is Back: How the Global Revival of Faith Is Changing the World（2009年）
- The Fourth Revolution: The Global Race To Reinvent The State（2014年）
- The Wake-Up Call: Why the Pandemic has Exposed the Weakness of the West, and How to Fix It（2020年）

## 外部連結
- Profile at The Economist
- Inside The Economist Magazine- Stanford's Hoover Institution interview with Micklethwait
- John Micklethwait: Great Minds like a think- Profile of Micklethwait from The Independent – Archived copy
- Conversations With History 的存檔，存档日期19 November 2021. Interview with Micklethwait at the Institute of International Studies, UC Berkeley
- Biography from the London Speaker Bureau
- Interview on OpenDemocracy.net
- Biography from Random House
- Interview on The Alligator Online
- C-SPAN內的頁面（英文）
  - C-SPAN Q&A interview with Micklethwait, 2 December 2007
- 《查理·罗斯访谈录》上的約翰·麥克列威特

| 媒體職務             | 媒體職務                         | 媒體職務                  |
| -------------------- | -------------------------------- | ------------------------- |
| 前任者： 比爾·艾默特 | 《經濟學人》總編輯 2006年—2015年 | 繼任者： 贊尼·明頓·貝多斯 |